# أحمد محمد علي البلايط
أحمد محمد علي البلايط الشهير باسم أحمد السكي لاعب كرة قدم بحريني يلعب حاليا لصالح نادي الدرجة الأولى الرفاع البحريني في خط الوسط من 2016.